# (8335) Sarton
(8335) Sarton  es un asteroide perteneciente al cinturón de asteroides, descubierto el 28 de febrero de 1984 por Henri Debehogne desde el Observatorio de La Silla, en Chile.

## Designación y nombre
Sarton se designó inicialmente como 1984 DD1.
Más adelante fue nombrado en honor al historiador de la ciencia belga naturalizado estadounidense George Sarton (1884-1956).

## Características orbitales
Sarton orbita a una distancia media del Sol de 2,2309 ua, pudiendo acercarse hasta 1,9903 ua y alejarse hasta 2,4715 ua. Tiene una excentricidad de 0,1078 y una inclinación orbital de 3,2466° grados. Emplea en completar una órbita alrededor del Sol 1217 días.

## Características físicas
Su magnitud absoluta es 14,3. Tiene 3,723 km de diámetro. Su albedo se estima en 0,168.